# Granville T. Woods
Granville Tailer Woods (Columbus, Ohio, 23 de abril de 1856—Nueva York, 30 de enero de 1910) fue un inventor estadounidense con más de 50 patentes. También es el primer afroamericano en ser un ingeniero mecánico y eléctrico después de la Guerra Civil Americana. De formación autodidacta, se concentró la mayor parte de su trabajo en los trenes y tranvías. Uno de sus inventos notables fue el «Multiplex Telegraph», un dispositivo que envía mensajes entre las estaciones de tren y los trenes en movimiento. Su trabajo asegura un sistema más seguro y mejor transporte público para las ciudades de los Estados Unidos.